# Dallas Bixler
Pour les articles homonymes, voir Bixler.
Dallas Bixler (17 février 1910 – 13 août 1990) était un gymnaste américain qui a été champion olympique à la barre fixe aux Jeux olympiques de 1932.

## Palmarès

### Jeux olympiques
- Los Angeles 1932
  -  médaille d'or à la barre fixe